# Cezary Łukaszewicz
Cezary Łukaszewicz (ur. 25 sierpnia 1981 we Wrocławiu) – polski aktor teatralny i filmowy.

## Życiorys
Na scenie teatralnej zadebiutował w wieku 14 lat spektaklem Przygody Tomka Sawyera, wyreżyserowanym przez Marka Obertyna i wystawionym w Teatrze na Woli w Warszawie. W 2004 roku ukończył warszawską Akademię Teatralną. Przez siedem lat aktor Teatru Nowego im. Tadeusza Łomnickiego w Poznaniu. Od 2013 roku jest w zespole Teatru Polskiego we Wrocławiu. Współpracował z wieloma uznanymi reżyserami, m.in. Waldemarem Śmigasiewiczem, Krzysztofem Garbaczewskim, Agatą Dudą-Gracz czy Radosławem Rychcikiem. Wziął udział w pełnym wystawieniu Dziadów Adama Mickiewicza, czternastogodzinnym spektaklu wyreżyserowanym przez Michała Zadarę. Za rolę w Dziadów część III otrzymał nagrodę serwisu „Teatr dla was” za najlepszą drugoplanową rolę męską na XXXVI Warszawskich Spotkaniach Teatralnych.
Stworzył wiele ról filmowych i telewizyjnych. Zagrał m.in. w filmach Komornik Feliksa Falka, Cudowne lato Ryszarda Brylskiego czy Wałęsa.Człowiek z nadziei. Andrzeja Wajdy. Popularność przyniosły mu kryminalne filmy telewizyjne. Serial Paradoks w reżyserii Grega Zglińskiego i Borysa Lankosza, gdzie partnerował Bogusławowi Lindzie oraz  produkcje Canal+ Belfer Łukasza Palkowskiego i Kruk. Szepty słychać po zmroku. Macieja Pieprzycy.
W nominowanym do Oscara filmie fabularnym przemalowanym techniką malarską Vincenta van Gogha pt. Twój Vincent Doroty Kobieli i Hugh Welchmana wcielił się w postać brata malarza, Theo van Gogha. w latach 2018–2020 grał w serialu kryminalnym Ślad, w którym wcielał się w postać podkomisarza Artura Kotowicza. W tym samym roku wcielił się w rolę Wojciecha Błaszaka w serialu kryminalnym Szadź.
W filmowej adaptacji Chłopów (2023) w reżyserii Doroty Kobieli i Hugh Welchmana wcielił się w postać Kowala.

## Filmografia
- 2001: Na dobre i na złe jako Adam Zabrocki (odc. 58)
- 2002: Samo życie jako Dariusz Tkacz
- 2005: Solidarność, Solidarność... jako Rudy
- 2005: Rozdroże Cafe jako Irek
- 2005: Komornik jako Marczak
- 2006: Oficerowie jako Daniel, chłopak Alicji (odc. 1, 2)
- 2006: Jasminum jako mnich Czeremcha I
- 2010: Cudowne lato jako Rudy
- 2011: Układ warszawski jako glina (odc. 9)
- 2011: Ojciec Mateusz jako Kuba, narzeczony Zosi (odc. 74)
- 2011: Los numeros jako policjant Zając
- 2012: Paradoks jako aspirant Jacek Czerwiński „Młody”
- 2012: Ostra randka jako barman
- 2012: Hotel 52 jako Krzysztof Janicki (odc. 62)
- 2012–2014: Lekarze jako nefrolog Krystian Wełyczko
- 2012–2014: Czas honoru jako Bolek Pustułka
- 2013: Wałęsa. Człowiek z nadziei jako oficer BOR w Arłamowie
- 2013: Prawo Agaty jako nauczyciel Paweł Walczak (odc. 51, 52)
- 2013: To nie koniec świata jako „Soczewa” (odc. 6, 8)
- 2015: Skazane jako Dariusz (odc. 13)
- 2015: Persona non grata jako Wolfgang Gudze, asystent Sugihary
- 2015: Ojciec Mateusz jako Jacek, szef Darii (odc. 168)
- 2015: Aż po sufit! jako Daniel, partner Kamy Domirskiej
- 2016: Powiedz tak! jako Krzysztof Holecki (odc. 12, 13)
- 2016: Strażacy jako Sebastian Horn (odc. 16)
- 2016: O mnie się nie martw jako Chęciński (odc. 58)
- 2016: Na dobre i na złe jako tata Romka (odc. 625)
- 2016: Belfer jako Sebastian Molenda, syn Grzegorza
- 2018–2020: Ślad jako podkomisarz Artur „Kot” Kotowicz
- 2018: Wojenne dziewczyny jako major „Powała” (odc. 15, 17, 20)
- 2018: Kruk. Szepty słychać po zmroku jako Sławek
- 2018: W rytmie serca jako Krzysztof Wróblewski (odc. 28)
- 2018: 53 wojny jako Wojtek
- 2018: Autsajder jako urzędnik Wydziału Paszportowego
- 2018: Komisarz Alex jako Bruno Stępniak „Powała” (odc. 143)
- 2018: Nielegalni jako lekarz onkolog (odc. 2, 3)
- 2018: Diablo. Wyścig o wszystko jako „Pakos”
- 2018: Pułapka jako Janusz Barański, ojciec Leny – Ewy (odc. 5, 6)
- 2019: Żelazny most jako Sikora
- 2019: Proceder jako komisarz Gajer
- 2019: Chyłka. Kasacja jako doktor Maciej Roske (odc. 3, 4)
- 2019: Ja teraz kłamię jako ochroniarz
- 2020: Szadź jako Wojciech Błaszak
- 2021: Krime story. Love story jako „Krime”
- 2021: Dom pod dwoma orłami jako Herbert
- 2021: Furioza jako „Krzywy”[1]
- 2021: Bartkowiak  jako Błażej
- 2021: Braty jako ojciec
- 2023: Chłopi jako Kowal
- 2023: Bucza jako Kostiantyn

## Teatr
| Rok  | Tytuł | Rola                    |
| 1995 | Przygody Tomka Sawyera, reż. M.Obertyn Teatr na Woli w Warszawie                                                          | Ben Roger               |
| 2005 | Romeo i Julia, reż. J.Wiśniewski Teatr Nowy im. Tadeusza Łomnickiego Poznań                                               | Tybalt                  |
| 2006 | Sześć Postaci szuka autora, reż. S. Maifredi Teatr Nowy im. Tadeusza Łomnickiego Poznań                                   | Syn                     |
| 2007 | Hamlet, reż. W.Śmigasiewicz Teatr Nowy im. Tadeusza Łomnickiego Poznań                                                    | Rozenkranc              |
| 2008 | Burza, reż. J. Wiśniewski Teatr Nowy im. Tadeusza Łomnickiego Poznań                                                      | Ferdynand               |
|      | Maestro, reż. A.Smolar Teatr Nowy im. Tadeusza Łomnickiego Poznań                                                         | Grad                    |
| 2009 | Oszust, reż. S.Maifredi Teatr Nowy im. Tadeusza Łomnickiego Poznań                                                        | Spasimo, Pulcinella     |
|      | Udając ofiarę, reż. Ł. Wiśniewski Teatr Nowy im. Tadeusza Łomnickiego Poznań                                              | Sierżant Siewa          |
|      | Don Juan, reż. A.Kaniewski Teatr Nowy im. Tadeusza Łomnickiego Poznań                                                     | Sganarel                |
| 2010 | W sobotę o ósmej, reż. M.Puchalski Teatr Nowy im. Tadeusza Łomnickiego Poznań                                             | Lupac Bobić             |
|      | Mary Stuart, reż. W.Zawodziński Teatr Nowy im. Tadeusza Łomnickiego Poznań                                                | Andrew                  |
| 2011 | Turyści, reż. L.Frankiewicz Teatr Nowy im. Tadeusza Łomnickiego Poznań                                                    | Mężczyzna w okularach   |
| 2012 | Dwunastu gniewnych ludzi, reż. R.Rychcik Teatr Nowy im. Tadeusza Łomnickiego Poznań                                       | Przysięgły nr 11        |
|      | Dyskretny urok burżuazji, reż. M. Liber                                                                                   | -                       |
| 2013 | Kronos, reż. K.Garbaczewski Teatr Polski we Wrocławiu                                                                     | -                       |
| 2014 | Dziady, reż. M. Zadara Teatr Polski we Wrocławiu                                                                          | -                       |
| 2015 | Burza, reż. K.Garbaczewski Teatr Polski we Wrocławiu                                                                      | Bosman                  |
|      | Improwizacje#3, reż. A.Duda-Gracz Teatr Muzyczny Capitol we Wrocławiu                                                     | -                       |
|      | Dziadów część III, reż. M.Zadara Teatr Polski we Wrocławiu                                                                | Adolf, Student, Więzień |
|      | Kumernis, czyli o tym, jak Świętej Panience broda rosła, reż. A. Duda-Gracz Teatr Muzyczny im. Danuty Baduszkowej w Gdyni | Młodzianek Święty Cyryl |
| 2017 | Mirandolina, reż. B.Wyszomirski Teatr Polski we Wrocławiu                                                                 | Marchese d’Albafiorita  |
|      | Biedermann i podpalacze, reż. J.Fischer-Silke Teatr Polski we Wrocławiu                                                   | Gottlieb Biedermann     |

## Teledyski
- Nie słyszysz feat. Pezet – Gruby Mielzky